# Diduga pectinifer
Diduga pectinifer là một loài bướm đêm thuộc phân họ Arctiinae, họ Erebidae.